# Börnhausen
 Börnhausen ist eine von 51 Ortschaften der Stadt Wiehl im Oberbergischen Kreis im Regierungsbezirk Köln in Nordrhein-Westfalen.

## Lage und Beschreibung
Der Ort liegt an der Landesstraße L 95 und ist rund 3 km westlich vom Stadtzentrum von Wiehl entfernt. Börnhausen liegt südlich der Bundesautobahn 4.

## Geschichte
1395 erstmals urkundlich erwähnt wird die Adelsfamilie von und zu Börnhausen als Lehnsleute des Grafen von Sayn zu Homburg. Die Schreibweise der Erstnennung war Burnhusin. In der A.-Mercator-Karte von 1575 lautet der Name Burrenhausen. Die im 13. oder Anfang des 14. Jahrhunderts erbaute Burg Börnhausen wird heute als Wohngebäude genutzt.
Im Futterhaferzettel der Herrschaft Homburg von 1580 werden als abgabepflichtig in Bornhaussen ein Wittgensteinischer, drei Saynische und vier Bergische Untertanen gezählt.
Früher beutete man hier ergiebige Eisenerzfelder wie Gries Grube und Röttchen aus.

## Freizeit
- Kinderspielplatz mit Fußballfeld

### Vereinswesen
- Gemeinnütziger Verein Börnhausen/Wald e. V.
- Johanniter-Kindertagesstätte